# 1999-es magyar vívóbajnokság
Az 1999-es magyar vívóbajnokság a kilencvennegyedik magyar bajnokság volt. A bajnokságot december 17. és 18. között rendezték meg Budapesten, a Nemzeti Sportcsarnokban.

## Eredmények
| Versenyszám          | Arany                     | Arany | Ezüst                        | Ezüst | Bronz                                                   | Bronz |
| -------------------- | ------------------------- | ----- | ---------------------------- | ----- | ------------------------------------------------------- | ----- |
| Férfi tőrvívás       | Juhász Attila Vasas SC    |       | Juhász Bence MTK             |       | Köves Szabolcs Újpesti TEMarsi Márk MTK                 |       |
| Férfi párbajtőrvívás | Fekete Attila BVSC        |       | Kulcsár Krisztián Bp. Honvéd |       | Kovács Iván MTKImre Géza Bp. Honvéd                     |       |
| Férfi kardvívás      | Boros György BSE          |       | Ferjancsik Domonkos Vasas SC |       | Navarrete József BSENemcsik Zsolt Vasas SC              |       |
| Női tőrvívás         | Knapek Edina Bp. Honvéd   |       | Varga Katalin Bp. Honvéd     |       | Mohamed Aida MTKLantos Gabriella Bp. Honvéd             |       |
| Női párbajtőrvívás   | Mincza Ildikó MTK         |       | Hormay Adrienn MTK           |       | Szalay Gyöngyi Tapolcai Bauxit ISENagy Tímea Bp. Honvéd |       |
| Női kardvívás        | Bartók Szilvia Bp. Honvéd |       | Csaba Edina Bp. Honvéd       |       | Nagy Orsolya Újpesti TEDani Diana MÁV Nagykanizsai TE   |       |